# 見上げてごらん夜の星を
『見上げてごらん夜の星を』（みあげてごらんよるのほしを）は、日本のミュージカルおよびその劇中主題歌をモチーフにした映画。

## ミュージカル
夜間高校生たちのさまざまな青春像がテーマ。音楽はいずみたくで、本作がミュージカル処女作。台本・演出は自身もボランティアとして江東区の定時制高校に通った永六輔。当時音楽鑑賞団体の舞台監督であった永が、日本ではなじみの薄いミュージカルを広めようと、いずみに企画を持ちかけた。初演当時は集団就職時代で、全国から上京した若者たちは働きながらも向学心に燃える者が少なくなかった。定時制高校に通う坂本と昼間部の生徒ユミコは、教室の机を通じた文通をきっかけに交流してゆく。物語はそのような定時制高校生の生活を描き、普通高校へのコンプレックスを感じ、苦労をしながらも学べる喜びと楽しさが表現されている。テーマソング「見上げてごらん夜の星を」が坂本九の歌でヒット、全国の高校演劇部で上演回数が最も多くなるなど、ミュージカルのスタンダード的存在になった。
初演
1960年7月、大阪フェスティバルホール。製作：大阪労音。美術：やなせたかし。振付：竹部董。出演：伊藤素道とリリオ・リズム・エアーズ、宮地晴子、橘薫、田代みどり（当時8歳）。スターが一人も出ないにもかかわらず、高い評価を獲得、主題歌を口ずさみながら帰ってゆく観客の姿に永・いずみは感涙したという。翌年には、東京でも上演された。
坂本九による再演
1963年、舞台を見た坂本九が「僕にもやらせてほしい」と永に懇願し、坂本九、九重佑三子、ダニー飯田とパラダイス･キング出演で、東京・大阪で再演。1964年、ミュージカル全編を収録したLPレコードも発売された。1964年の梅田コマ劇場公演では藤山直美が子役として初舞台を踏んだ。
南沙織による再演
1973年、約10年ぶりに南沙織、フォーリーブス出演で大阪フェスティバルホールや東京渋谷公会堂で再演。前回上演から10年経過した間に夜間高校生の実態が大幅に変わり、出演者・観客もすっかり変わったため受け止め方も違ったものになったという。CBS・ソニーから10年ぶりのレコード化も行われた。
いずみたくによる再演
初演から20年目にあたる1979年、いずみたく演出、出演もすべていずみたくの劇団員で全国20都市で公演された。
ミュージカルカンパニー イッツフォーリーズによる再演
劇団創設者のいずみたく没後20年にあたる2012年1月、潤色：大谷美智浩、演出：北澤秀人、出演：大塚庸介・水谷圭見により、東京麻布十番のアトリエフォンテーヌで31年ぶりに公演された。通し稽古を見た永は、「作品を掘り下げてくれて驚いた。懐かしくいいメロディーが繰り返し出てくる。スタッフの誰もがたくちゃんが好きだと伝わってきた」と語った。

## 映画
ミュージカルの脚本を書いた永六輔の原作をもとに石郷岡豪が脚本を書いた。1963年11月1日公開。主題歌東芝レコード。1963年度芸術祭参加作品。

### キャスト
- 湯浅太平：坂本九
- 宮地由美子：榊ひろみ
- 藤本勉：中村賀津雄
- 三輪：菅原文太
- 寺山治：山本豊三
- 小森：伴淳三郎
- 山田：左とん平
- 恵美子：清水まゆみ
- 保三：野々村潔
- たみ：水木涼子
- 松浦主任：増田順司
- 由美子の友人：五月女マリ
- 由美子の妹：桐生かほる
- 河野：林家珍平
- 勉の父：浜村純
- 婆さん：武智豊子
- 羽田：九重佑三子
- 村岡：ジェリー藤尾
- チンドン屋：ダニー飯田とパラダイスキング

- 中村晃子
- 浜田晃